# Robert Assmus

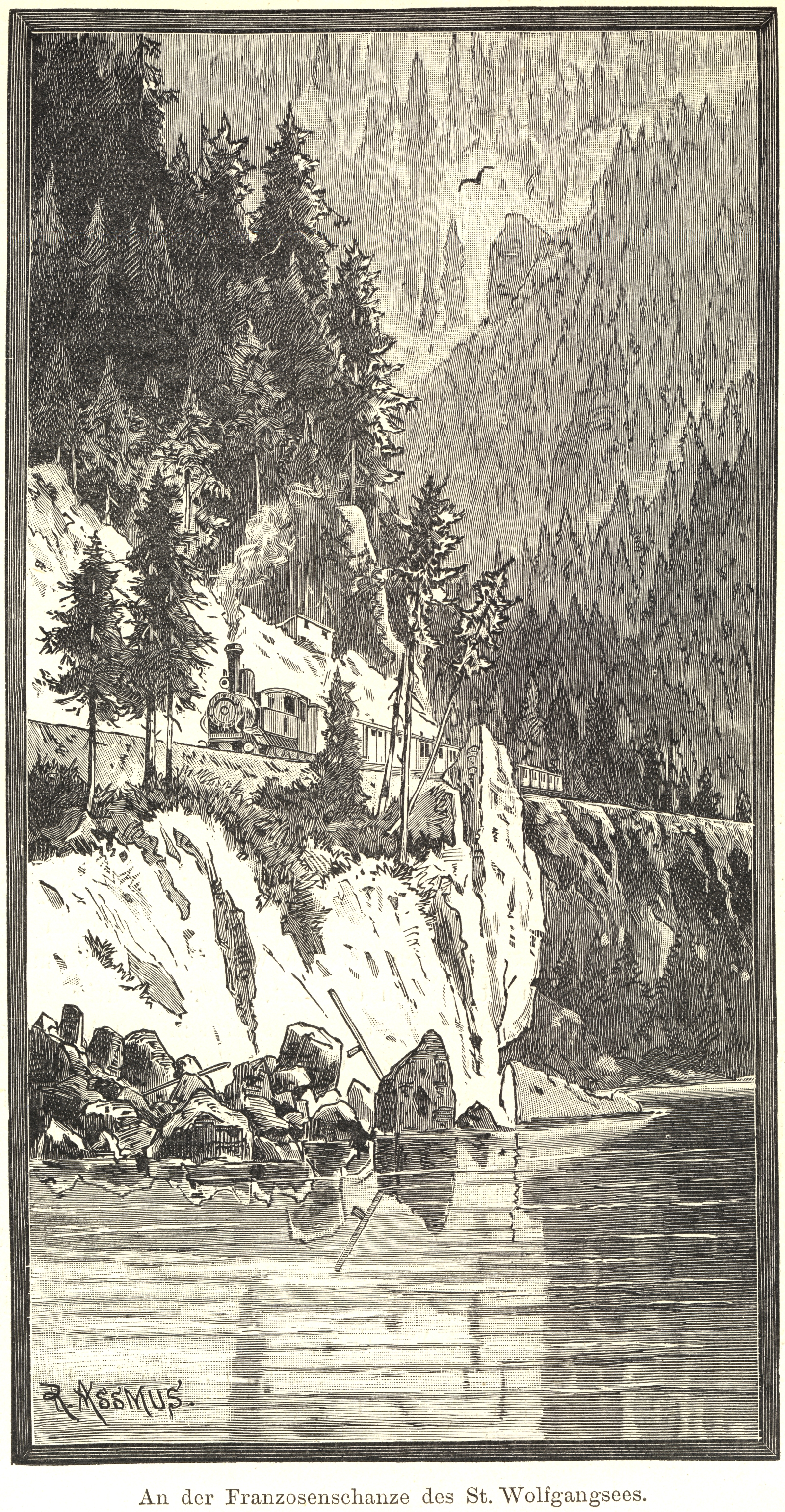
Illustration der Salzkammergut-Lokalbahn am Wolfgangsee von Aßmus

Robert Assmus (* 25. Dezember 1837 in Stuhm (Westpreußen); † 30. Mai 1904 in Dießen am Ammersee) war ein deutscher Landschaftsmaler und Illustrator.

## Leben
Er besuchte das Gymnasium in Thorn, hatte aber bei seiner Vorliebe für die Kunst auch Unterricht bei dem Blumenmaler Friedrich Wilhelm Völcker († 1870). Nachdem er sich gerade zum Malerberuf entschlossen hatte, nötigte ihn der Tod seines Vaters, Lehrling in einer Buchhandlung zu werden, wobei er sich aber literarisch und künstlerisch weiterbildete und viel nach Vorlagen von Alexandre Calame zeichnete. Als er zum ersten Mal nach Berlin kam, machte der Anblick der Bilder Troyons und Carl Friedrich Lessings einen tiefen Eindruck auf ihn. Bevor er sich aber völlig der Landschaftsmalerei widmen konnte, verdiente er seinen Lebensunterhalt mit Illustrationen für die Illustrirte Zeitung, für Die Gartenlaube, die Zeitschrift Daheim und andere Blätter.
Erst nach dem Krieg von 1870/71, an dem er als Illustrator für die Illustrirte Zeitung teilnahm, ließ er sich in München nieder und unternahm Studienreisen in Oberitalien, in den Karpaten, in Ungarn, an der Ostsee, in der Schweiz. Dadurch angeregt, gab er das „sehr günstig“ beurteilte illustrierte Prachtwerk „Elsaß-Lothringen“ heraus.
Zu seinen Landschaftsbildern, die als von „poetischer Stimmung, ansprechendem Ton und großer Kraft der Farbe“ beschrieben wurden, gehören unter anderem: die „Gemmipassage“, der „Waldsee“, „Motiv bei Stuttgart“, „Karpathendorf“, „Aussee“, „Lothringische Landschaft“, „Weichselstrand“, „Abendstimmung“, „Windmühlen im Sturm“.